# Kyrillos av Alexandria
Kyrillos av Alexandria, "Trons pelare", född 376, död 27 juni 444, var patriark av Alexandria. Han vördas som helgon i Romersk-katolska kyrkan, de orientaliskt ortodoxa kyrkorna, och östortodoxa kyrkorna. År 1883 utsågs han till kyrkolärare av påve Leo XIII.

## Biografi
År 412 valdes Kyrillos enhälligt till patriark av Alexandria, en post hans morbroder Theophilos av Alexandria tidigare beklätt. Som patriark erkände Kyrillos aldrig någon annan regel än dem han lärt av kyrkans äldsta fäder.
Markusliturgin, som den koptisk-ortodoxa kyrkan använder, är nedtecknad av Kyrillos. Liturgin ska enligt traditionen ha förmedlats muntligt från evangelisten Markus.
Kyrillos började genast som nytillträdd patriark i Alexandria att förfölja de kätterska kristna sekterna, hedningarna och framförallt judarna, vid ett tillfälle brändes stadens synagogor ner, vilket kan ha skett på Kyrillos uppmuntran. Han förde en maktkamp med den statlige prokonsulen Orestes i Alexandria vilket var ett uttryck för vilket inflytande den kristna kyrkan skulle ha i den romerska staten. Vid ett tillfälle överfölls prokonsuln av ett femtiotal munkar som kastade stenar mot dennes bärstol, hans livvakter flydde men stadens befolkning kom till hans undsättning, och i tumultet omkom en av munkarna. Istället för att fördöma attacken hyllade Kyrillos den avlidne munken som martyr.

## Mordet på Hypatia
Den kvinnliga filosofen och matematikern Hypatia hade utövat stort inflytande på Orestes som också använde sig av henne för att få folkets stöd då hon var populär, och enligt kyrkans sätt att se på saken var det hon som stod i vägen för en försoning mellan stadens andlige ledare patriarken Kyrillos och stadens världslige ledare Orestes. En dag 415 e.Kr. när hon var på väg hem överfölls hon av en samling munkar som släpade iväg henne och mördade henne efter en grym tortyr. Kyrillos anses av många ha hetsat mot Hypatia och hennes undervisning, men det finns inga bevis för att han skulle medvetet ha uppmanat sina anhängare till mordet. 
Han har även blivit känd för sin kamp mot nestorianismen vid konciliet i Efesus 431.
Bland Kyrillos skrifliga verk finns motskriften Mot Julianus, som är ett svar på kejsar Julianus Apostatas polemiska antikristna essä Mot galiléerna.